# Recopa Sudamericana 2020
La Recopa Sudamericana 2020, oficialmente Conmebol Recopa Sudamericana 2020, fue la vigésimo octava edición del torneo organizado por la Confederación Sudamericana de Fútbol, que enfrenta anualmente al campeón de la Copa Libertadores de América con el campeón de la Copa Sudamericana.
Enfrentó a Flamengo de Brasil, ganador de la Copa Libertadores 2019, con Independiente del Valle de Ecuador, campeón de la Copa Sudamericana 2019. Ambos cuadros se vieron las caras en dos partidos disputados en los estadios Olímpico Atahualpa y Maracaná, los días 19 y 26 de febrero de 2020. Con un global de 5-2, el conjunto brasileño se coronó campeón del certamen por primera vez en su historia.

## Equipos participantes
|  | Flamengo                |  | Bandera de Brasil  |  | Campeón de la Copa Libertadores (2019) |
|  | Independiente del Valle |  | Bandera de Ecuador |  | Campeón de la Copa Sudamericana (2019) |

## Sedes
| Quito                          | Río de Janeiro                 |
| ------------------------------ | ------------------------------ |
| Estadio Olímpico Atahualpa     | Estadio de Maracaná            |
| Capacidad: 38 500 espectadores | Capacidad: 84 738 espectadores |
|                                |                                |

## Resultados
| Bandera de Brasil | vs. | Bandera de Ecuador          |
| Flamengo 2 3      | vs. | Independiente del Valle 2 0 |

### Partido de ida
| 19 de febrero de 2020, 20:30 (UTC-5) | Independiente del Valle       | 2:2 (1:0) | Flamengo                       | Estadio Olímpico Atahualpa, Quito                           |                                                             |
|                                      | Murillo 20' · Pellerano 90+1' | Reporte   | Bruno Henrique 65' · Pedro 85' | Asistencia: 15 031 espectadores Árbitro(s): Leodán González | Asistencia: 15 031 espectadores Árbitro(s): Leodán González |

| 30         | POR        | Jorge Pinos          |     |
| 2          | DEF        | Luis Segovia         |     |
| 5          | DEF        | Richard Schunke      |     |
| 15         | DEF        | Beder Caicedo        |     |
| 11         | DEF        | Jhon Jairo Sánchez   |     |
| 16         | MED        | Cristian Pellerano   |     |
| 8          | MED        | Lorenzo Faravelli    | 79' |
| 23         | MED        | Fernándo Guerrero    | 61' |
| 21         | MED        | Alan Franco          |     |
| 18         | MED        | Jacob Murillo        |     |
| 7          | DEL        | Gabriel Torres       | 72' |
| Entrenador | Entrenador | Miguel Ángel Ramírez |     |

| 1          | POR        | Diego Alves            |     |
| 2          | DEF        | Gustavo Henrique       |     |
| 3          | DEF        | Rodrigo Caio           | 84' |
| 16         | DEF        | Filipe Luis            |     |
| 13         | DEF        | Rafinha                |     |
| 5          | MED        | Willian Arão           |     |
| 8          | MED        | Gerson                 |     |
| 7          | MED        | Éverton Ribeiro        |     |
| 10         | MED        | Diego                  | 46' |
| 14         | MED        | Giorgian de Arrascaeta |     |
| 27         | DEL        | Bruno Henrique         | 68' |
| Entrenador | Entrenador | Jorge Jesus            |     |

| 9  | DEL | Alejandro Cabeza | 61' |
| 17 | DEF | Ángelo Preciado  | 72' |
| 10 | MED | Efrén Mera       | 79' |

| 11 | MED | Vitinho | 46' |
| 21 | DEL | Pedro   | 68' |
| 26 | DEF | Thuler  | 84' |

| Anotado         | 20'   | Jacob Murillo      | 1:0 |
| Anotado · Penal | 90+1' | Cristian Pellerano | 2:2 |

| Anotado | 65' | Bruno Henrique | 1:1 |
| Anotado | 85' | Pedro          | 1:2 |

| Amonestado | 23'   | Cristian Pellerano |
| Amonestado | 45+4' | Beder Caicedo      |
| Amonestado | 48'   | Fernándo Guerrero  |
| Amonestado | 86'   | Alejandro Cabeza   |

| Amonestado | 19'   | Gerson           |
| Amonestado | 78'   | Filipe Luis      |
| Amonestado | 87'   | Gustavo Henrique |
| Amonestado | 90+1' | Rafinha          |

| Árbitro              | Leodán González   |
| Árbitros asistentes  | Nicolás Tarán     |
| Árbitros asistentes  | Richard Trinidad  |
| Cuarto árbitro       | Kevin Ortega      |
| Adicionales VAR      | Esteban Ostojich  |
| Adicionales VAR      | Víctor Carrillo   |
| Adicionales VAR      | Alexander Guzmán  |
| Observador VAR       | Mauricio Espinosa |
| Asesor internacional | Óscar Ruiz        |

| 30         | POR        | Jorge Pinos          |     |
| 2          | DEF        | Luis Segovia         |     |
| 5          | DEF        | Richard Schunke      |     |
| 15         | DEF        | Beder Caicedo        |     |
| 11         | DEF        | Jhon Jairo Sánchez   |     |
| 16         | MED        | Cristian Pellerano   |     |
| 8          | MED        | Lorenzo Faravelli    | 79' |
| 23         | MED        | Fernándo Guerrero    | 61' |
| 21         | MED        | Alan Franco          |     |
| 18         | MED        | Jacob Murillo        |     |
| 7          | DEL        | Gabriel Torres       | 72' |
| Entrenador | Entrenador | Miguel Ángel Ramírez |     |

| 1          | POR        | Diego Alves            |     |
| 2          | DEF        | Gustavo Henrique       |     |
| 3          | DEF        | Rodrigo Caio           | 84' |
| 16         | DEF        | Filipe Luis            |     |
| 13         | DEF        | Rafinha                |     |
| 5          | MED        | Willian Arão           |     |
| 8          | MED        | Gerson                 |     |
| 7          | MED        | Éverton Ribeiro        |     |
| 10         | MED        | Diego                  | 46' |
| 14         | MED        | Giorgian de Arrascaeta |     |
| 27         | DEL        | Bruno Henrique         | 68' |
| Entrenador | Entrenador | Jorge Jesus            |     |

| 9  | DEL | Alejandro Cabeza | 61' |
| 17 | DEF | Ángelo Preciado  | 72' |
| 10 | MED | Efrén Mera       | 79' |

| 11 | MED | Vitinho | 46' |
| 21 | DEL | Pedro   | 68' |
| 26 | DEF | Thuler  | 84' |

| Anotado         | 20'   | Jacob Murillo      | 1:0 |
| Anotado · Penal | 90+1' | Cristian Pellerano | 2:2 |

| Anotado | 65' | Bruno Henrique | 1:1 |
| Anotado | 85' | Pedro          | 1:2 |

| Amonestado | 23'   | Cristian Pellerano |
| Amonestado | 45+4' | Beder Caicedo      |
| Amonestado | 48'   | Fernándo Guerrero  |
| Amonestado | 86'   | Alejandro Cabeza   |

| Amonestado | 19'   | Gerson           |
| Amonestado | 78'   | Filipe Luis      |
| Amonestado | 87'   | Gustavo Henrique |
| Amonestado | 90+1' | Rafinha          |

| Árbitro              | Leodán González   |
| Árbitros asistentes  | Nicolás Tarán     |
| Árbitros asistentes  | Richard Trinidad  |
| Cuarto árbitro       | Kevin Ortega      |
| Adicionales VAR      | Esteban Ostojich  |
| Adicionales VAR      | Víctor Carrillo   |
| Adicionales VAR      | Alexander Guzmán  |
| Observador VAR       | Mauricio Espinosa |
| Asesor internacional | Óscar Ruiz        |

### Partido de vuelta
| 26 de febrero de 2020, 21:30 (UTC-3) | Flamengo                              | 3:0 (1:0) | Independiente del Valle | Estadio de Maracaná, Río de Janeiro                            |                                                                |
|                                      | Gabriel Barbosa 19' · Gerson 62', 89' | Reporte   |                         | Asistencia: 69 986 espectadores Árbitro(s): Fernando Rapallini | Asistencia: 69 986 espectadores Árbitro(s): Fernando Rapallini |

| 1          | POR        | Diego Alves            |     |
| 2          | DEF        | Gustavo Henrique       |     |
| 4          | DEF        | Léo Pereira            |     |
| 16         | DEF        | Filipe Luis            |     |
| 13         | DEF        | Rafinha                |     |
| 7          | MED        | Éverton Ribeiro        | 88' |
| 5          | MED        | Willian Arão           |     |
| 8          | MED        | Gerson                 |     |
| 14         | MED        | Giorgian De Arrascaeta | 75' |
| 21         | DEL        | Pedro                  | 27' |
| 9          | DEL        | Gabriel Barbosa        |     |
| Entrenador | Entrenador | Jorge Jesus            |     |

| 30         | POR        | Jorge Pinos          |     |
| 2          | DEF        | Luis Segovia         | 66' |
| 5          | DEF        | Richard Schunke      |     |
| 15         | DEF        | Beder Caicedo        | 55' |
| 17         | DEF        | Ángelo Preciado      |     |
| 16         | MED        | Cristian Pellerano   |     |
| 8          | MED        | Lorenzo Faravelli    | 75' |
| 11         | MED        | Jhon Jairo Sánchez   |     |
| 21         | MED        | Alan Franco          |     |
| 18         | MED        | Jacob Murillo        |     |
| 7          | DEL        | Gabriel Torres       |     |
| Entrenador | Entrenador | Miguel Ángel Ramírez |     |

| 18 | MED | Thiago Maia | 27' |
| 11 | DEL | Vitinho     | 75' |
| 19 | DEL | Michael     | 88' |

| 23 | MED | Fernando Guerrero | 55' |
| 9  | DEL | Alejandro Cabeza  | 66' |
| 14 | MED | Dani Nieto        | 75' |

| Anotado | 19' | Gabriel Barbosa | 1:0 |
| Anotado | 62' | Gerson          | 2:0 |
| Anotado | 89' | Gerson          | 3:0 |

| Amonestado | 15' | Gerson           |
| Amonestado | 88' | Gustavo Henrique |

| Amonestado | 79' | Alan Franco |

| Expulsado | 23' | Willian Arão |

| Expulsado | 86' | Alejandro Cabeza |

| Árbitro              | Fernando Rapallini |
| Árbitros asistentes  | Diego Bonfá        |
| Árbitros asistentes  | Gabriel Chade      |
| Cuarto árbitro       | Facundo Tello      |
| Adicionales VAR      | Mauro Vigliano     |
| Adicionales VAR      | Piero Maza         |
| Adicionales VAR      | Juan Pablo Belatti |
| Observador VAR       | Carlos Astroza     |
| Asesor internacional | Ubaldo Aquino      |

| 1          | POR        | Diego Alves            |     |
| 2          | DEF        | Gustavo Henrique       |     |
| 4          | DEF        | Léo Pereira            |     |
| 16         | DEF        | Filipe Luis            |     |
| 13         | DEF        | Rafinha                |     |
| 7          | MED        | Éverton Ribeiro        | 88' |
| 5          | MED        | Willian Arão           |     |
| 8          | MED        | Gerson                 |     |
| 14         | MED        | Giorgian De Arrascaeta | 75' |
| 21         | DEL        | Pedro                  | 27' |
| 9          | DEL        | Gabriel Barbosa        |     |
| Entrenador | Entrenador | Jorge Jesus            |     |

| 30         | POR        | Jorge Pinos          |     |
| 2          | DEF        | Luis Segovia         | 66' |
| 5          | DEF        | Richard Schunke      |     |
| 15         | DEF        | Beder Caicedo        | 55' |
| 17         | DEF        | Ángelo Preciado      |     |
| 16         | MED        | Cristian Pellerano   |     |
| 8          | MED        | Lorenzo Faravelli    | 75' |
| 11         | MED        | Jhon Jairo Sánchez   |     |
| 21         | MED        | Alan Franco          |     |
| 18         | MED        | Jacob Murillo        |     |
| 7          | DEL        | Gabriel Torres       |     |
| Entrenador | Entrenador | Miguel Ángel Ramírez |     |

| 18 | MED | Thiago Maia | 27' |
| 11 | DEL | Vitinho     | 75' |
| 19 | DEL | Michael     | 88' |

| 23 | MED | Fernando Guerrero | 55' |
| 9  | DEL | Alejandro Cabeza  | 66' |
| 14 | MED | Dani Nieto        | 75' |

| Anotado | 19' | Gabriel Barbosa | 1:0 |
| Anotado | 62' | Gerson          | 2:0 |
| Anotado | 89' | Gerson          | 3:0 |

| Amonestado | 15' | Gerson           |
| Amonestado | 88' | Gustavo Henrique |

| Amonestado | 79' | Alan Franco |

| Expulsado | 23' | Willian Arão |

| Expulsado | 86' | Alejandro Cabeza |

| Árbitro              | Fernando Rapallini |
| Árbitros asistentes  | Diego Bonfá        |
| Árbitros asistentes  | Gabriel Chade      |
| Cuarto árbitro       | Facundo Tello      |
| Adicionales VAR      | Mauro Vigliano     |
| Adicionales VAR      | Piero Maza         |
| Adicionales VAR      | Juan Pablo Belatti |
| Observador VAR       | Carlos Astroza     |
| Asesor internacional | Ubaldo Aquino      |

|                              |
| Bandera de Brasil            |
| Campeón Flamengo 1.er título |